# Niederfinow
Niederfinow település Németországban, azon belül Brandenburgban. Lakosainak száma 596 fő (2023. december 31.). Niederfinow Liepe, Chorin és Hohenfinow községekkel határos.

## Népesség
A település népességének változása:
| Lakosok száma | 605  | 595  | 609  | 609  | 596  |
|               | 2017 | 2019 | 2021 | 2022 | 2023 |